# Massilia alkalitolerans
Massilia alkalitolerans es una bacteria gramnegativa del género Massilia. Fue descrita en el año 2011, aunque inicialmente se aisló en el 2005 y se describió como Naxibacter alkalitolerans. Su etimología hace referencia a tolerancia al álcali. Es aerobia y móvil por uno o más flagelos polares. Catalasa y oxidasa positivas. Tiene un tamaño de 0,45-0,8 μm de ancho por 1,35-2 μm de largo. Forma colonias circulares, convexas, brillantes, opacas y de color blanco-amarillo pálido en agar NA. Temperatura de crecimiento entre 4-55 °C, óptima de 28-37 °C. Es sensible a eritromicina, tetraciclina, estreptomicina, amikacina, novobiocina, kanamicina, ácido nalidíxico y cloranfenicol. Resistente a penicilina, vancomicina, polimixina, tobramicina, gentamicina y ciprofloxacino. Tiene un contenido de G+C de 62,4%. Se ha aislado del suelo en Lijiang, en China.